# Ангелокастро (крепост)
Вижте пояснителната страница за други значения на Ангелокастро.
Ангелокастро е късновизантийска крепост, намираща се на висок хълм североизточно над село Ангелокастро, Етолоакарнания.

## История
Позицията на Ангелокастро е стратегическа, тъй като контролира както пътя към Акарнания през клисурата на река Ахелой, така и преминаването към вътрешността на Етолия. Крепостта е изградена през първата половина на XIII век от семейство Комнин Дука, владетели на Епирското деспотство. Първият деспот на Епир е Михаил I Ангел Комнин Дука и вероятно името на крепостта идва от него, още повече че последната византийска императорска фамилия преди превземането на Константинопол (1204) е тази на Ангелите, т.е. укреплението значи символно „крепостта на Ангелите, крепостта на империята, крепостта ромеите“. Районът на крепостта, както и останалата част от Етолоакарнания, принадлежи неизменно на Епирското деспотство от началото на неговото създаване през 1204 година.
Съществува хипотеза, че на същия хълм се е намирал античният град Конопи, преименуван през 3 век пр.н.е. на Арсиное в чест на Арсиноя I, първа съпруга на македонския цар на Египет Птолемей II. През средновизантийския период градът е преименуван на Ахелоос и е епископско седалище най-късно от времето на император Лъв VI Мъдри.
След издигането на Ангелокастро, крепостта е отстъпена от Никифор I Комнин на Филип I Тарантски като зестра на дъщеря му Тамара Ангелина Комнина (заедно с Навпакт и няколко други укрепления), като от XIV век крепостта се нарича Гелокастро. Около 1335 година Ангелокастро става византийски, но през 1341 година е завладян от Стефан Душан, който го поверява на своя полубрат Симеон Синиша, който приема титлата деспот на областта. През 1356 година Никифор II Орсини (последният деспот на Епир), в много променлив период за Балканите, превзема Етолоакарнания и я държи до 1358 година, когато е убит в битката при Ахелой срещу бившите албански наемници на Душан. След битката крепостта с окръжаващата я област е под властта на албанските феодали Гин Буа Спата и Петър Лоша, които я владеят от 1362 до 1405 година.
От 1405 година Ангелокастро с прилежащия му район е под властта на Карло I Токо, а от около 1450 година е под османска власт.
Към 1467 година крепостта е в руини.

### Църква
Към края на XIII или началото на XIV век в крепостта е издигната и осветена църквата „Свети Георги“, чийто основи са големи обработени камъни от древните руини. От старата църква са запазени тристранната арка и части от старите ѝ стени, но без стенописи. През 1914 г. жителите на сегашното село със същото име по свой замисъл или може би по инициатива на манастира Пантократор, разположен на отсрещния източен хълм, възстановяват храма, но унищожават ценната му иконография, което е огромна загуба за историографията и не само.